# فريتز ريتشارد
فريتز ريتشارد (بالألمانية: Fritz Richard)‏ هو ممثل نمساوي، ولد في 6 يناير 1870 بفيينا في النمسا، وتوفي في 9 فبراير 1933 ببرلين في ألمانيا.

## وصلات خارجية
- فريتز ريتشارد على موقع IMDb (الإنجليزية)
- فريتز ريتشارد على موقع قاعدة بيانات الأفلام السويدية (السويدية)
- فريتز ريتشارد على موقع كينوبويسك (الروسية)